# Fafnir

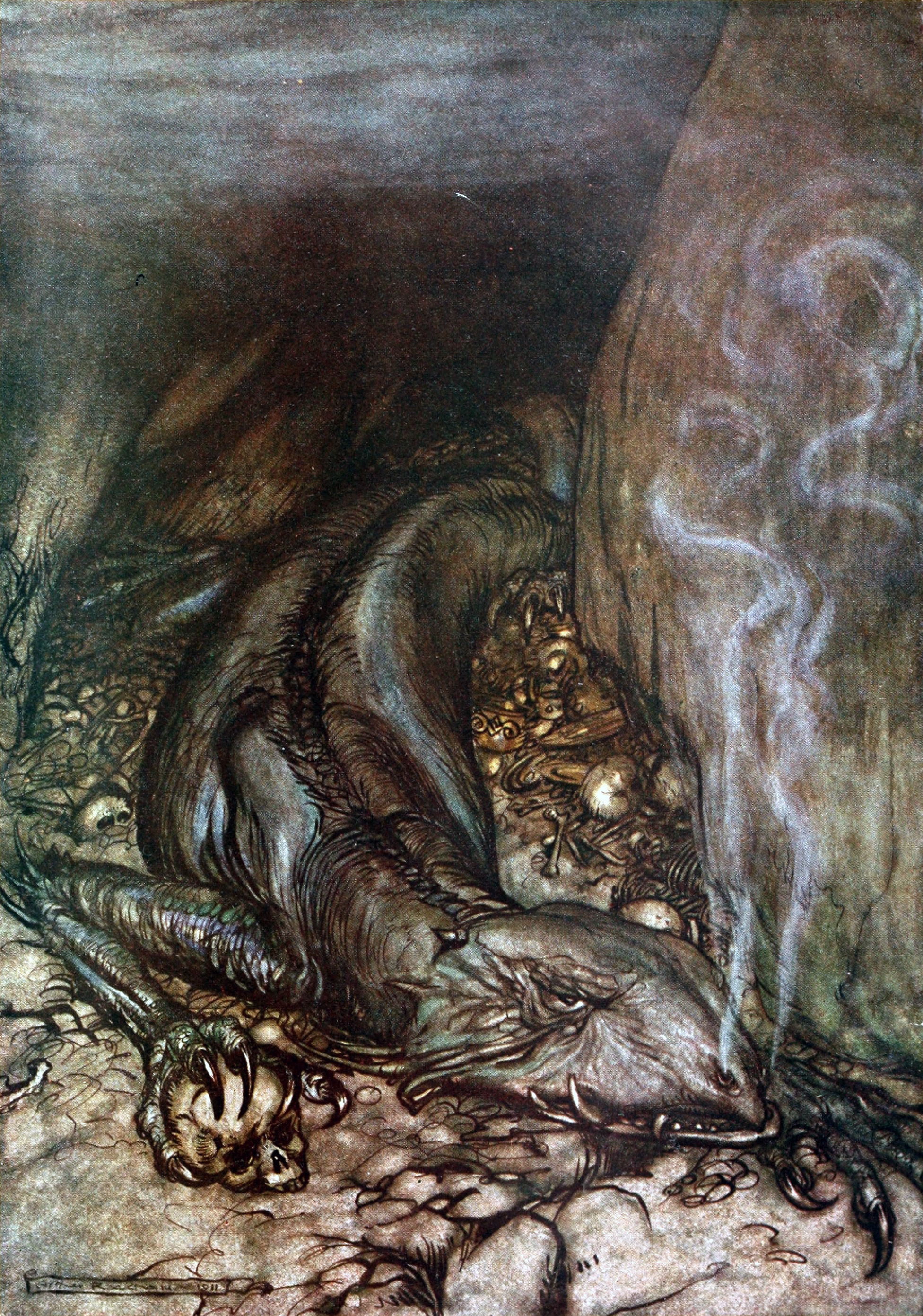
Arthur Rackham: Fafnir őrzi a kincseket

Fafnir (Fafner, Fafne) Hreidmar fia, Regin és Utter testvére. Eredetileg törpe volt. Amikor Loki megölte a vidra alakot öltött Uttert (Vidra), az apja kárpótlásul az Andvare kincsét kérte és kapta, a bűvös gyűrűvel, az Andvaranauttal együtt. Andvari, amikor Loki elvette a kincseit, megátkozta a gyűrűt, hogy a gazdájára halált hozzon. Fafnir és Regin megölték apjukat a kincsért. Kapzsiságában Fafnir csak saját magának akarta a kincseket, s ezért sárkánnyá változott és elkergette Regint. Regin felbujtotta Szigurdot és összekovácsolta meghasadt kardját, a Gramot, amivel az legyőzte Fafnirt.
Az Eddában Fafnir figyelmezteti Szigurdot, hogy a gyűrű romlásba dönti:
Gyűlölséggel gyanúsítasz

minden szót szüntelen,

szín igazságot mondok én:

arany ragyogása,

rőten izzó kincs, karpánt -

ítél iszonyú kárhozatra.
Megsütötte a sárkány szívét, s amikor a kicsöppenő vért lenyalta ujjáról, bölcsességet nyer, többek között megérti a madarak beszédét. 
Ezt mondja a kékharkály: 
Ott ül Szigurd,

vértől szennyezve,

Fáfnir szívét

parázson süti;

bölcs akkor volna

bőkezű gyűrűosztó,

ha a lüktetés forró

fészkét elfogyasztaná.
Szigurd azután megölte Regint, és mindkét fivér vérét megitta. Szigurd is elvész, akárcsak a bűvös gyűrű mindegyik tulajdonosa.

## Fordítás
- Ez a szócikk részben vagy egészben  a   Fafner című svéd Wikipédia-szócikk fordításán alapul.  Az eredeti cikk szerkesztőit annak laptörténete sorolja fel. Ez a jelzés csupán a megfogalmazás eredetét és a szerzői jogokat jelzi, nem szolgál a cikkben szereplő információk forrásmegjelöléseként.